# Periophthalmus malaccensis
Periophthalmus malaccensis es una especie de peces de la familia de los Gobiidae en el orden de los Perciformes.

## Morfología
Los machos pueden llegar a alcanzar los 9 cm de longitud total.

## Distribución geográfica
Se encuentra en Singapur, Indonesia y las Filipinas.

## Observaciones
Es inofensivo para los humanos.